# Hittebarnet (film fra 1917)
 For alternative betydninger, se Hittebarnet. (Se også artikler, som begynder med Hittebarnet)
Hittebarnet er en dansk stumfilm fra 1917, der er instrueret af Holger-Madsen efter manuskript af Alfred Kjerulf.

## Handling
Denne artikel mangler et handlingsreferat. Hjælp os med at skrive det.

## Medvirkende
- Else Frölich - Miss Helen Radford
- Johannes Ring - Henderson, inspektør
- Wilhelm Birch - Smith, skovrider
- Ingeborg Bruhn Bertelsen - Lucy, skovriderens datter
- Erik Holberg - Frank Davies
- Nils Asther - Kurt, Davies' søn
- Axel Mattsson
- Axel Boesen
- Charles Willumsen
- Valdemar Møller
- Doris Langkilde